# Giesta
Giesta é a designação vulgar de várias espécies botânicas arbustivas pertencentes à tribo Genisteae sobretudo dos géneros Spartium, Genista e Cytisus, mas também outros géneros menores (ver caixa).
São problemáticas em Portugal – as Acácias (Acacia sp.), entre tantas outras espécies autóctones e alóctones.
Em Portugal existem, pelo menos, seis espécies do género Cytisus, as mais comuns são Cytisus striatus (no piso mesotemperado de influência atlântica), C. scoparius (giesta-das-vassouras) (em condições climáticas mais contrastadas e mais secas) e C. multiflorus (giesta-branca) que marca bem a influência mediterrânica, bem como a tendência continental do interior montanhoso. A giesta-branca, devido à qualidade das suas flores, tem um grande potencial melífero, para além do seu interesse em jardinagem e, tal como a giesta-das-vassouras, costumava ser utilizada no fabrico de vassouras artesanais. Neste artigo iremos centrar-nos especificamente na giesta-das-serras (Cytisus striatus (Hill.) Rothm.), a espécie dentro do género Cytisus com uma presença mais abrangente em Portugal continental.
Em tempos mais remotos, antes da generalização da utilização de adubos, a giesta-das-serras era semeada, juntamente com a giesta-branca (Cytisus multiflorus (L’Hér.) Sweet) no Norte e Centro de Portugal, com o intuito de restaurar a fertilidade dos solos cultivados com cereais. Efectivamente, uma das características mais frequentes nas espécies pertencentes à família das Fabaceae é a presença de pequenos nódulos nas raízes, nos quais se alojam bactérias fixadoras de azoto, sendo este processo de extrema importância para a agricultura e florestas, uma vez que conduz à independência de fertilizantes azotados.
Nem todas as espécies conhecidas por giesta pertencem ao género Cytisus. A giesteira comum ou giesta-dos-jardins (Spartium junceum L.) pertence, portanto, ao género Spartium. Esta espécie ocorre igualmente de forma espontânea. As giestas são conhecidas como Maias, pois no 1º de Maio há o hábito, no Interior Norte e Centro de Portugal, de colocar uma ramo desta espécie nas portas ou janelas das casas, “contra o carrapato”, ou seja, contra o mau-olhado, ou “para que haja fartura”.

As giestas pertencem à vasta família das Fabaceae (Leguminosae), uma família cosmopolita. Em Portugal continental existem cerca de 220 espécies desta família, onde estão incluídas, por exemplo, o feijoeiro (Phaseolus sp. pl.), o trevo (Trifolium sp. pl.), a luzerna (Medicago sativa), a olaia (Cercis siliquastrum L.), a alfarrobeira (Ceratonia siliqua L.), diversas espécies de codeços (Adenocarpus sp.), a carqueja (Genista tridentata L.), bem como algumas das espécies invasoras mai por todo o país, contudo ainda não existe um consenso sobre se a mesma é autóctone ou exótica. As flores desta giesta desenvolvem-se em cachos que crescem nas extremidades dos ramos, contrariamente à giesta-das-serras, em que as flores crescem nas axilas das folhas.
Os solos pouco erodidos de terrenos agrícolas abandonados ou antigos bosques autóctones são colonizados pelas giestas amarelas (C. striatus e C. scoparius) ou pela giesta-branca, matizando as paisagens primaveris de amarelo vivo ou de uma brancura cândida.
A giesta-das-serras é um arbusto caducifólio, de ramos flexíveis, com folhas pubescentes constituídas por 1 a 3 folículos, flores amarelas, sendo o fruto uma vagem arredondada coberta por pêlos. É uma planta bem adaptada a ambientes muito expostos ao sol, rupícola (que vive nas rochas), sendo ainda frequente a sua utilização para colonizar plantações florestais e solos abandonados pela agricultura.
Em inglês, a giesta-das-serras, é conhecida como Portuguese broom, em referência à sua proveniência e igualmente à sua utilização para fazer vassouras. É nativa em Portugal, mas apresenta carácter invasivo em alguns países. Foi introduzida em 1960 na Califórnia, com o intuito de controlar a erosão do solo, mas hoje em dia é considerada uma espécie invasora, como acontece com algumas das espécies introduzidas em Portugal, constituindo a acácia um exemplo paradigmático. As espécies invasoras adquirem uma tal capacidade de se multiplicar sem a intervenção directa do Homem, que têm vindo a ameaçar as espécies nativas, chegando mesmo a eliminá-las em algumas situações.